# Tschammerpokal 1943
Tschammerpokal 1943 byl 9. ročníkem německé fotbalové pohárové soutěže. Finále se hrálo na Adolf-Hitler-Kampfbahn dne 31. října 1943. Vítězem se stala First Vienna FC 1894, která ve finále porazila Luftwaffen-SV Hamburk 3:2 po prodloužení.

## Kvalifikační kolo
Zápas se odehrál dne 15. srpna 1943.
- Cuxhavener SV 1:3 Luftwaffen-SV Hamburk

## Šestnáctifinále
Zápasy se hrály od 15. srpna do 12. září 1943.

### 15. srpna 1943
- SV Viktoria Elbing 0:7 LSV Pütnitz
- TSG Rostock 1:7 Hertha BSC

### 22. srpna 1943
- SG SDW Posen 0:4 VfB Königsberg
- Breslauer SpVg 02 5:3 TuS Lipine
- NSTG Bruxelles 0:14 First Vienna FC 1894
- Dresdner SC 13:1 Borussia Fulda
- FV Saarbrücken 8:0 VfR Köln
- FC Mulhouse 1:4 VfR Mannheim
- KSG BC/Post Augsburg 3:0 FC Bayern Mnichov

### 29. srpna 1943
- Stuttgarter Kickers 3:5 Kickers Offenbach
- Holstein Kiel 5:4 Eintracht Braunschweig
- Luftwaffen-SV Hamburk 1:0 SpVgg Wilhelmshaven
- Zel Praga Warschau 3:5 MSV Brünn
- SpVgg Erfurt 0:4 FC Schalke 04
- FK Niederkorn 0:3 Sportfreunde Katernberg

### 12. září 1943
- KSG Schweinfurt 2:4 1. FC Norimberk

## Osmifinále
Zápasy se hrály od 12. do 26. září 1943.

### 12. září 1943
- VfB Königsberg 0:5 Dresdner SC

### 19. září 1943
- LSV Pütnitz 2:3 Luftwaffen-SV Hamburk
- Hertha BSC 0:3 Holstein Kiel
- MSV Brünn 1:5 1. FC Norimberk
- Offenbach Kickers 1:2 FV Saarbrücken
- FC Schalke 04 4:2 Sportfreunde Katernberg
- VfR Mannheim 4:2 KSG BC/Post Augsburg

### 26. září 1943
- First Vienna FC 1894 6:5 Breslauer SpVg 02

## Čtvrtfinále
Zápasy se hrály dne 3. října 1943.
- Holstein Kiel 2:4 Luftwaffen-SV Hamburk
- Dresdner SC 5:3 VfR Mannheim
- FV Saarbrücken 1:2 pp. FC Schalke 04
- 1. FC Norimberk 2:3 First Vienna FC 1894

## Semifinále
Zápasy se hrály dne 17. října 1943.
- Luftwaffen-SV Hamburk 2:1 Dresdner SC
- FC Schalke 04 2:6 First Vienna FC 1894

## Finále
| 31. října 1943 14:30     |           |                                  |                                                                |
| Luftwaffen-SV Hamburk    | 2:3 (pp.) | First Vienna FC 1894             | Adolf-Hitler-Kampfbahn diváci: 45 000 rozhodčí: Emil Schmetzer |
| Heinrich 26' Gornick 70' |           | Decker 49' (pen.) Noack 53' 113' | Adolf-Hitler-Kampfbahn diváci: 45 000 rozhodčí: Emil Schmetzer |

## Střelci
| Jméno             | Klub                 | Góly |
| ----------------- | -------------------- | ---- |
| Karl Decker       | First Vienna FC 1894 | 10   |
| Rudolf Noack      | First Vienna FC 1894 | 10   |
| Heinrich Schaffer | Dresdner SC          | 6    |
| Helmut Schön      | Dresdner SC          | 6    |